# 昨日
| ウィキペディアには「昨日」という見出しの百科事典記事はありません（タイトルに「昨日」を含むページの一覧/「昨日」で始まるページの一覧）。 代わりにウィクショナリーのページ「昨日」が役に立つかもしれません。 |